# Залтбоммел
Залтбоммел (нидерл. Zaltbommel) — город и община в провинции Гелдерланд Нидерландов.
Находится в центральной части Нидерландов, недалеко от автомагистрали А2, на железнодорожной линии Утрехт—Хертогенбос, у рек Ваал и Маас.

## История
Впервые упоминается как «Bomela» в 850 году. Залтбоммел получил городские права в 1231 году, подтвержденные в 1316 году.

## Топография
Голландская топографическая карта Зальтбоммела, сентябрь 2014

## Население и населённые пункты
Община состоит из 13 населённых пунктов и имеет население (на 1 января 2014 года) 27 179 жителей.
| Name        | Человек на 1.1.2007 | Человек на 1.1.2008 |
| ----------- | ------------------- | ------------------- |
| Алст        | 1914                | 1908                |
| Бёрн        | 39                  | 38                  |
| Бракель     | 2893                | 2882                |
| Брукем      | 1676                | 1671                |
| Гаймерен    | 2104                | 2121                |
| Дельвильнен | 368                 | 366                 |
| Керквийк    | 496                 | 507                 |
| Нидерхимерт | 1497                | 1496                |
| Ньювол      | 701                 | 710                 |
| Поедиройзен | 943                 | 961                 |
| Зальтбоммел | 11934               | 11877               |
| Зуйличем    | 1640                | 1650                |
| Итого       | 26205               | 26187               |

## Известные жители
- Маартен ван Россум (ок. 1490 — 1555) — знаменитый полководец;
- Лукас Вольстерман (1595 — 1675) — гравер;
- Хендрик Антони Лодевек Хамельберг (1826 — 1896) — генеральный консул и посол по особым поручениям Оранжевого Свободного Государства;
- Жерар Филипс (1858 — 1942) — промышленник, один из основателей Philips Electronic;
- Антон Филипс (1874 — 1951) — промышленник, совладелец Philips Electronic, брат Жерара Филипса.

## Галерея

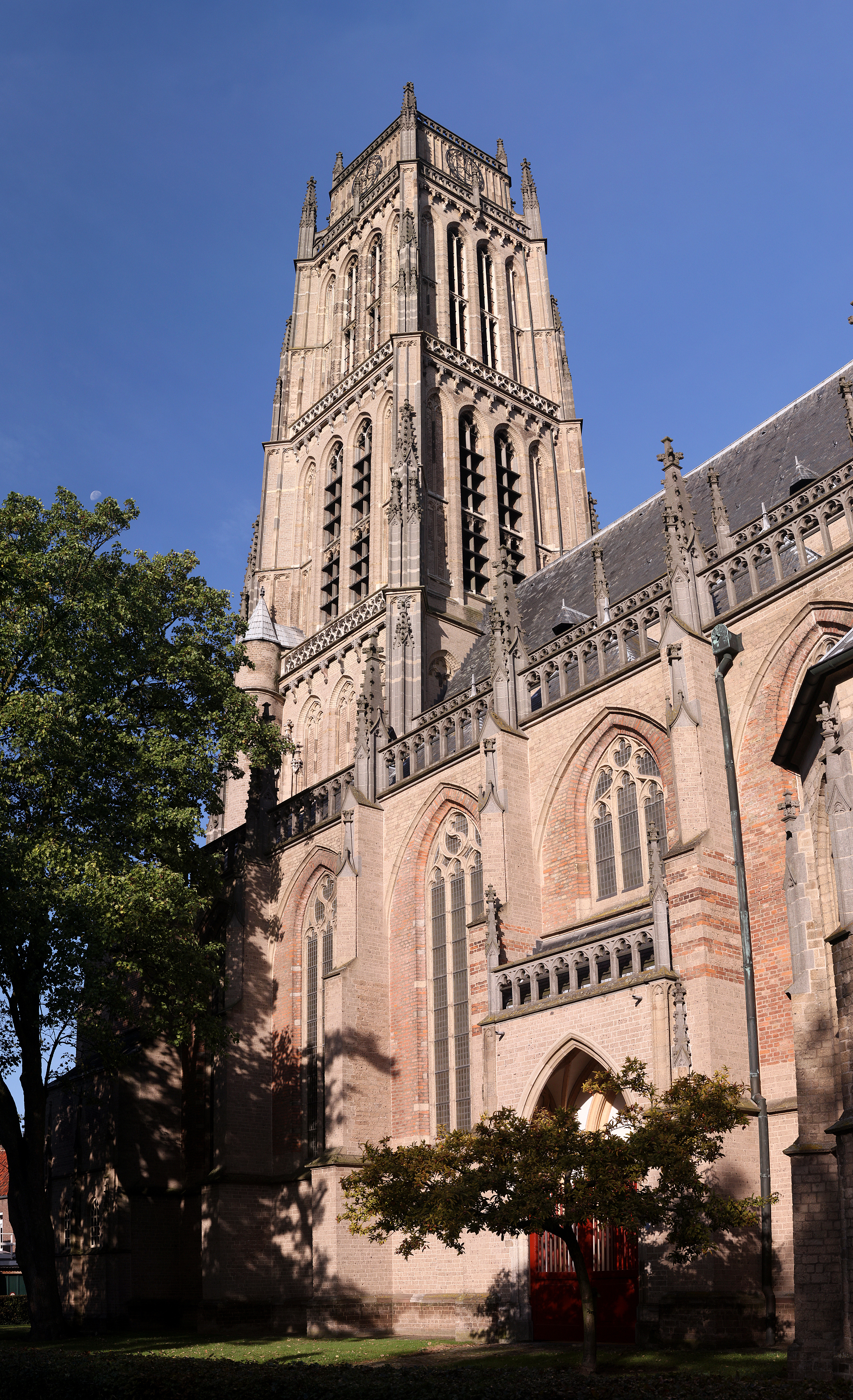
Костел Св. Мартина
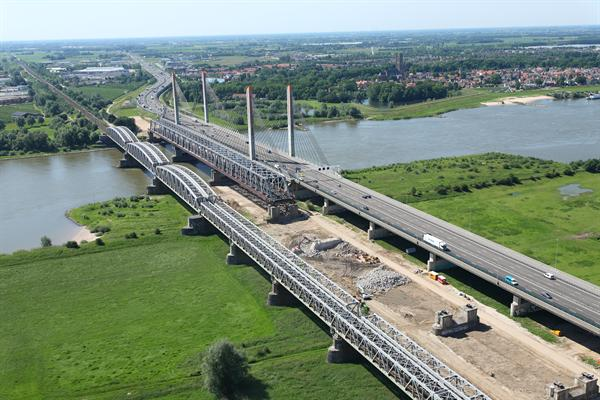
Мост через р. Ваал
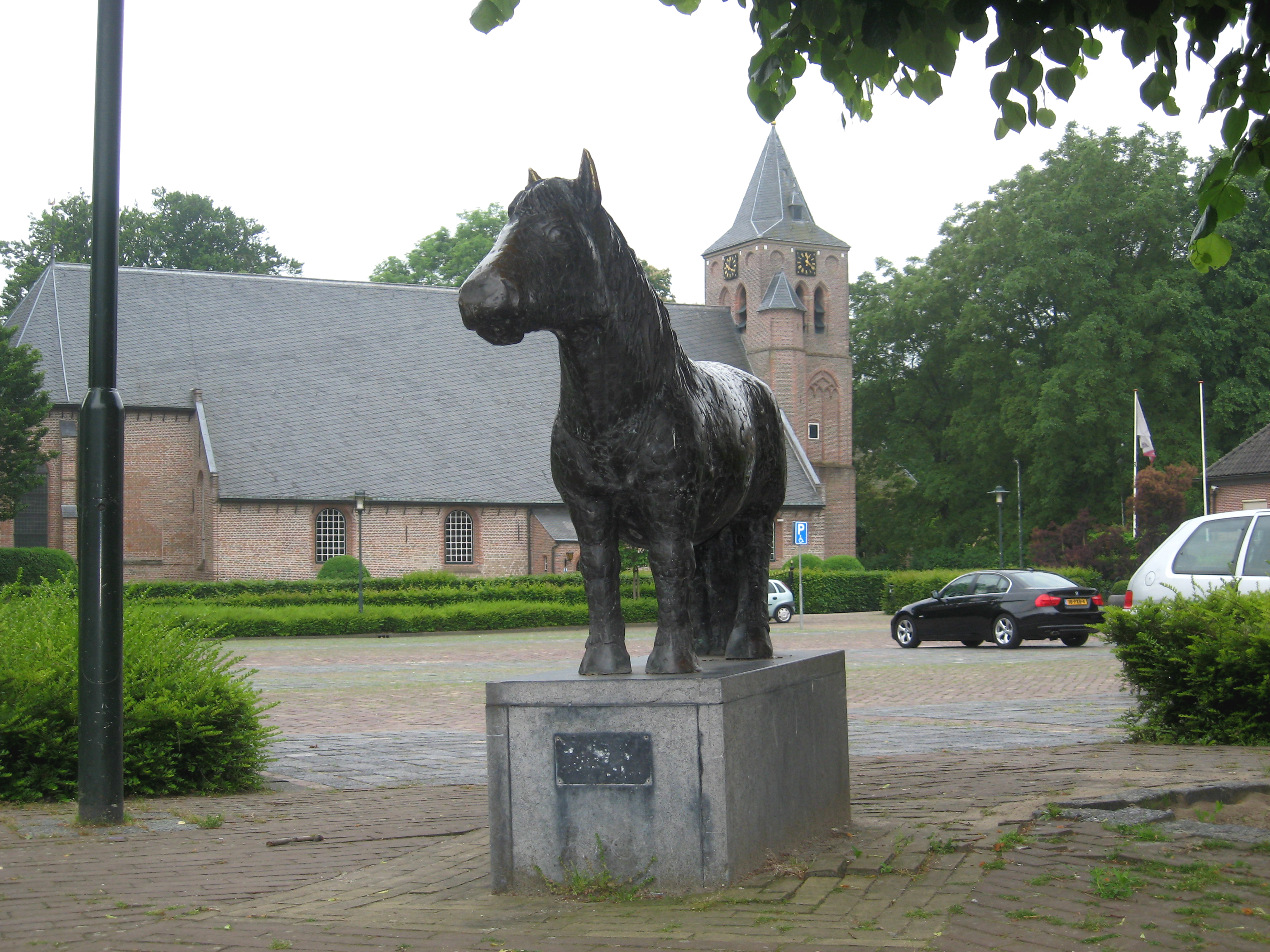
Памятник пони
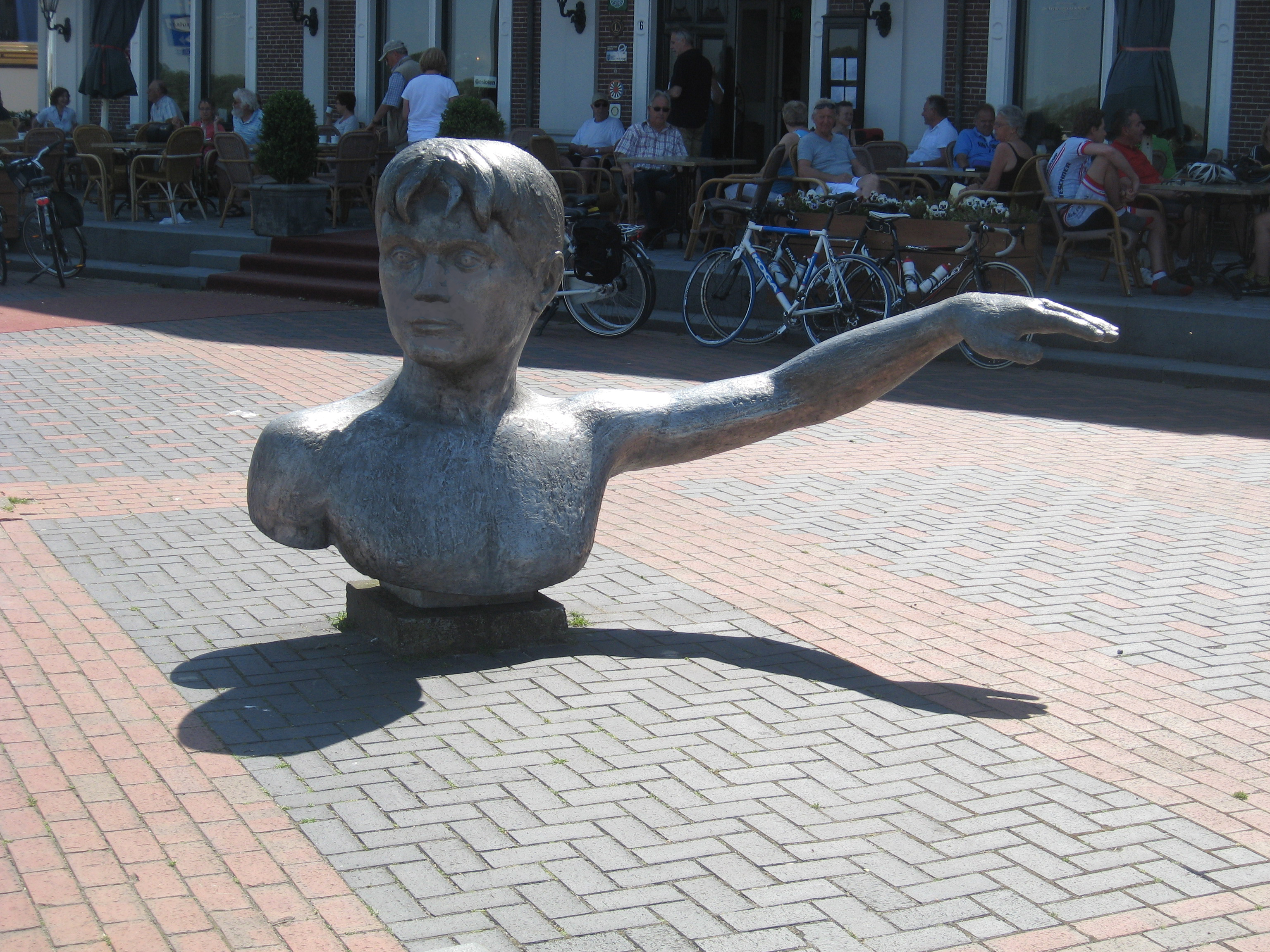
Памятник пловцу